# Fraction Too Much Friction
Fraction Too Much Friction is een nummer van de Nieuw-Zeelandse muzikant Tim Finn. Het is de eerste single van zijn eerste soloalbum Escapade uit 1983. In mei van dat jaar werd het nummer op single uitgebracht in Australië en Nieuw-Zeeland. In november volgden Europa, de Verenigde Staten en Canada.

## Achtergrond
"Fraction Too Much Friction" werd een hit in Oceanië en het Nederlandse taalgebied. De plaat bereikte de tweede positie in Finns thuisland Nieuw-Zeeland. Nederland en België waren de enige Europese landen waar het Nieuw-Zeelandse succes naartoe waaide. 
In Nederland werd de plaat op dinsdag 22 november 1983 door dj Jeroen Soer verkozen tot Verrukkelijke Hittip bij de VARA op Hilversum 3 en werd een gigantische hit in de destijds drie landelijke hitlijsten op de nationale publieke popzender. De plaat bereikte in zowel 
de Nederlandse Top 40, Nationale Hitparade als de TROS Top 50 de 2e positie. In de Europese hitlijst op Hilversum 3, de TROS Europarade, werd de 28e positie bereikt.
In België bereikte de plaat de vierde positie in de voorloper van de Vlaamse Ultratop 50 en de achtste positie in de Vlaamse Radio 2 Top 30. In Wallonië werd géén notering behaald.
In de sinds december 1999 jaarlijks uitgezonden NPO Radio 2 Top 2000 van de Nederlandse publieke radiozender NPO Radio 2 stond de plaat van 1999 t/m 2005 in de lijst der lijsten genoteerd, met als hoogste notering een 1307e positie in 1999.

## NPO Radio 2 Top 2000
| Nummer met noteringen in de NPO Radio 2 Top 2000 | '99  | '00  | '01  | '02  | '03  | '04  | '05  |
| ------------------------------------------------ | ---- | ---- | ---- | ---- | ---- | ---- | ---- |
| Fraction Too Much Friction                       | 1307 | 1375 | 1781 | 1442 | 1901 | 1922 | 1963 |

1. ↑  Een vetgedrukt getal geeft de hoogste notering aan.
2. ↑  Deze tabel is bijgewerkt tot en met de laatste editie (2024).